# فلورنسيو كامبومانز
فلورنسيو كامبومانز (22 فبراير 1927 - 3 مايو 2010) كان عالم وسياسي ولاعب شطرنج فلبيني ولقد شغل منصب رئيس الاتحاد الدولي للشطرنج بين عامي 1982–1995.

## روابط خارجية
- فلورنسيو كامبومانز على موقع مباريات الشطرنج (الإنجليزية)
- فلورنسيو كامبومانز على موقع 365Chess.com (الإنجليزية)
- فلورنسيو كامبومانز على موقع Chesstempo.com (الإنجليزية)
- فلورنسيو كامبومانز سجل أولمبياد الشطرنج على موقع OlimpBase.org (الإنجليزية)